# Du lịch Bắc Ninh

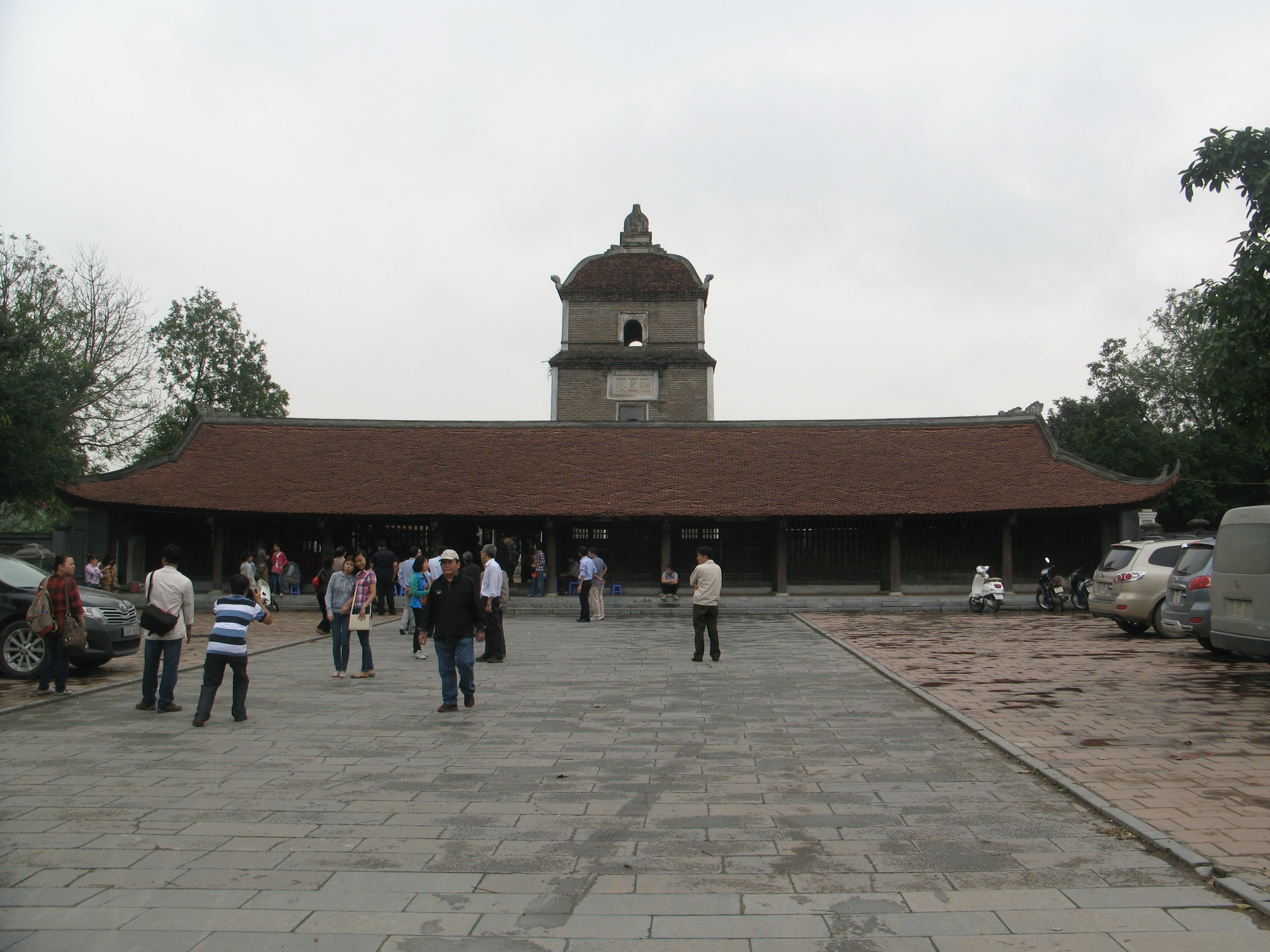
Chùa Dâu

Bắc Ninh hiện có hàng trăm di tích lịch sử văn hóa với nhiều đình, chùa, lễ hội và những làn điệu dân ca Quan họ. Bề dày lịch sử, văn hóa đã tạo cho Bắc Ninh tiềm năng phát triển du lịch văn hóa.. Bắc Ninh có 3 khu du lịch là: Khu du lịch văn hoá Quan họ Cổ Mễ (thành phố Bắc Ninh); khu du lịch văn hoá Đền Đầm (thành phố Từ Sơn); khu du lịch văn hoá Phật Tích (huyện Tiên Du). Bên cạnh đó, theo dự kiến sẽ có 3 khu du lịch khác là: Khu du lịch lâm viên Thiên Thai (huyện Gia Bình); khu du lịch văn hoá lịch sử Như Nguyệt (huyện Yên Phong); khu du lịch tâm linh Hàm Long - Núi Dạm (thành phố Bắc Ninh) và lựa chọn 22 điểm di tích quy hoạch phát triển thành điểm du lịch làm động lực cho các tuyến du lịch khép kín, liên hoàn và hấp dẫn trên địa bàn. Trong đó có một số di tích lịch sử - văn hóa tiêu biểu để hình thành các điểm, các tuyến du lịch hấp dẫn như Văn Miếu Bắc Ninh, chùa Phật Tích, lăng Kinh Dương Vương, chùa Dâu, chùa Bút Tháp, đền Đô, đền thờ Lê Văn Thịnh,Chùa Cổ Lũng,Chùa Lim. Ngoài ra, còn có du lịch cộng đồng tại làng gốm Phù Lãng (thị xã Quế Võ), làng tương Đình Tổ, khu vực chùa Bút Tháp (thị xã Thuận Thành), làng Quan họ Viêm Xá (Thành phố Bắc Ninh) Làng gỗ mĩ nghệ Đồng Kỵ .
Hiện nay theo quyết định của Ủy ban nhân dân tỉnh Bắc Ninh, Bắc Ninh có 14 điểm du lịch đã được công nhận.

## Danh sách
|    | Điểm du lịch                                           | Xếp loại                                                                    | Đơn vị quản lý     | Công nhận | Quyết định   |
| -- | ------------------------------------------------------ | --------------------------------------------------------------------------- | ------------------ | --------- | ------------ |
| 1  | Di tích chùa Dâu                                       | Di tích quốc gia đặc biệt 2013                                              | Thuận Thành        | 12/2018   | 2393/QĐ-UBND |
| 2  | Di tích chùa Bút Tháp                                  | Di tích quốc gia đặc biệt 2013                                              | Thuận Thành        | 12/2018   | 2393/QĐ-UBND |
| 3  | Di tích lăng và đền thờ Kinh Dương Vương               | Di tích quốc gia 1993                                                       | Thuận Thành        | 12/2018   | 2393/QĐ-UBND |
| 4  | Di tích chùa Phật Tích                                 | Di tích quốc gia đặc biệt 2014                                              | Tiên Du            | 12/2018   | 2393/QĐ-UBND |
| 5  | Di tích Khu lăng mộ và đền thờ các vị vua triều Lý     | Di tích quốc gia đặc biệt 2014                                              | Từ Sơn             | 12/2018   | 2393/QĐ-UBND |
| 6  | Khu di tích lưu niệm Tổng Bí thư Nguyễn Văn Cừ         | Di tích quốc gia 1989 Lưu trữ ngày 22 tháng 12 năm 2019 tại Wayback Machine | BQLDT Bắc Ninh     | 12/2018   | 2393/QĐ-UBND |
| 7  | Di tích Văn Miếu Bắc Ninh                              | Di tích quốc gia 1988                                                       | BQLDT Bắc Ninh     | 12/2018   | 2393/QĐ-UBND |
| 8  | Di tích đền Tam Phủ                                    | Di tích tỉnh 2007 Lưu trữ ngày 22 tháng 12 năm 2019 tại Wayback Machine     | Gia Bình           | 12/2018   | 2393/QĐ-UBND |
| 9  | Di tích đền thờ Lê Văn Thịnh                           | Di tích quốc gia 1994                                                       | Gia Bình           | 12/2018   | 2393/QĐ-UBND |
| 10 | Thôn Viêm Xá (Làng Diềm)                               |                                                                             | Thành phố Bắc Ninh | 12/2018   | 2393/QĐ-UBND |
| 11 | Di tích đền Bà Chúa Kho                                | Di tích quốc gia 1989                                                       | Thành phố Bắc Ninh | 12/2018   | 2393/QĐ-UBND |
| 12 | Di tích Đền thờ Thái úy Lý Thường Kiệt                 | Di tích tỉnh 2019                                                           | Yên Phong          | 12/2019   | 2067/QĐ-UBND |
| 13 | Cụm di tích lịch sử, cách mạng Đình, Đền, Chùa Đồng Kỵ |                                                                             | Từ Sơn             | 12/2019   | 2067/QĐ-UBND |
| 14 | Cụm di tích Lăng và Đền thờ Cao Lỗ Vương               | Di tích tỉnh 2007 Lưu trữ ngày 22 tháng 12 năm 2019 tại Wayback Machine     | Gia Bình           | 12/2019   | 2067/QĐ-UBND |

## Phân loại

### Theo xếp hạng di tích
- 9 di tích được xếp hạng di tích lịch sử cấp quốc gia trong đó có 4 điểm là di tích quốc gia đặc biệt.
- 3 di tích được xếp hạng văn hóa cấp tỉnh.
- 2 cụm di tích không xét độc lập.

### Theo địa phương
- Gia Bình, Thành phố Bắc Ninh, Thuận Thành, Từ Sơn cùng có 3 điểm du lịch.
- Tiên Du, Yên Phong cùng có 1 điểm du lịch.

### Theo ngày công nhận
- Đợt 1: Theo Quyết định số  2393/QĐ-UBND ngày 28/12/2018 có 11 điểm du lịch được công bố.
- Đợt 2: Theo Quyết định số  2067/QĐ-UBND ngày 20/12/2019 bổ sung thêm 3 điểm du lịch vào danh sách.